# أسامة حبشي
أسامة حبشي كاتب وروائي وقاص وكاتب سيناريو مصري ومخرج مستقل درس السيناريو والإخراج في معهد فيللييني، ويعمل في المجلس الأعلى للثقافة.

## أعماله ومؤلفاته
ألف الكاتب أسامة حبشي العديد من المؤلفات التي تنوعت ما بين الرواية، والقصة القصيرة، ومنها:
- حجر الخلفة (رواية): صدرت عام 2013 عن الهيئة المصرية العامة لقصور الثقافة بالقاهرة.[1][2][3]
- خفة العمى (رواية): صدر عام 2009 عن دار الدار للنشر والتوزيع بالقاهرة.[4]
- موسم الفراشات الحزين (رواية): صدرت عام 2010 عن دار صفصافة للنشر والتوزيع بالقاهرة.[5]
- مسيح بلا توراة (رواية قصيرة): صدرت عام 2011 عن دار بيت الياسمين للنشر والتوزيع بالقاهرة.[6][7]
- سرير الرمان (رواية): صدرت عام 2013 عن المجلس الأعلى للثقافة بالقاهرة.[8]
- 1968 (رواية): صدرت عام 2015 عن دارالعين للنشر والتوزيع بالقاهرة.[9][10]
- حاول ألا تراني (مجموعة قصصية): صدرت عام 2019 عن الهيئة المصرية العامة لقصور الثقافة بالقاهرة ضمن سلسلة أصوات أدبية، وتضمنت المجموعة 30 قصة قصيرة وقصيرة حملت عناوينًا مثل: «وردة واحدة تكفي لذبح الشر»، و«فنجان وفراشة»، و«النهار الهارب»، و«مقهى الحرية»، و«إطار يرتعش من الذكرى»، و«ألف عام إلا يوم».[11][12]

### الأفلام
أخرج أسامة حبشي ثلاثة أفلام منها فيلمين قصيرين، وفيلم طويل وحيد، كما كتب السيناريو لفيلم وحيد، وهذه الأفلام هي:
- حمام شعبي: صدر في عام 1998 من إخراج أسامة الحبشي.
- يوم عادي: صدر في عام 2005 من إخراج أسامة الحبشي، وشارك في مهرجان تورينو السينمائي بإيطاليا عام 2006.
- ع الهامش: أخرجه أسامة الحبشي، ويدور الفيلم حول عاملات المنازل بحلوان وعزبة الهجانة.
- صندوق الدنيا: صدر في عام 2020، وهو من قصة وسيناريو أسامة الحبشي، وبطولة خالد الصاوي، ورانيا يوسف، وجيهان خليل، وعمرو القاضي، وأحمد كمال، ومن إخراج عماد البهات، وشارك الفيلم في عدد من المهرجانات الدولية مثل مسابقة الأفلام الروائية الطويلة بمهرجان الأقصر الدولي للسينما الإفريقية في دورته التاسعة، والتي أقيمت في الفترة ما بين يوميّ 6 و12 مارس عام 2020.[13][14]